# 北一已車站
北一已站（日语：／ Kita-Ichiyan eki */?）是位於北海道深川市一已町，隸屬於北海道旅客鐵道（JR北海道）留萌本線的鐵路車站。電報略號為キイ。部位下行普通列車不會停靠本站。
站名中的「一已」來自一已村，並源自於阿伊努語「ican」，代表大麻哈魚及鱒魚產卵的淺灘底。原本是石狩川的地名之一，因本站位於其北方而加上「北」字。

## 歷史
- 1955年（昭和31年）7月20日 - 日本國有鐵道留萌本線深川站至秩父別站之間開設北一己站，開始接待旅客及處理行李業務。車站的建築物由當時已廢站的深名線宇津內臨時乘車場搬遷至本車站。
- 1984年（昭和59年）2月1日 - 停止處理行李業務，同時由於閉塞系統改進而廢除列車交會設備，車站無人化。
- 1987年（昭和62年）4月1日 - 由於國鐵分割民營化，車站由JR北海道管理，同時升格為北秩父別站。
- 1997年（平成9年）4月1日 - 車站名稱由北一己站改稱為北一已站。[3]

## 車站構造
本站現時為1面1線的地面車站，側式月台位於路軌的西南方（留萌方向的左方）。沒有設置轉轍器的單線路軌車站。此站過去曾為設有2面2線，能夠進行列車交會的交換車站。當時位於車站旁的月台北方能夠使用平交道前往對面月台的南方。車站的建築物旁（西方）為下行1號線，對面月台為上行2號線。但上述交會設備已於1993年3月被移走。
本站現時為無人車站。站房位於西方，與月台中央部份連接。該建築物在車站開業時已存在，為木造平房。表面的木板已經因為時間而殘舊並且變黑。現在已經沒有使用的辦公室，其窗口現時用木板封鎖起來。設有廁所。而過去曾存在的2號線月台，現在變成約70米長的花圃，亦曾於比賽中受表揚。站前種有巨大的東北紅豆杉。

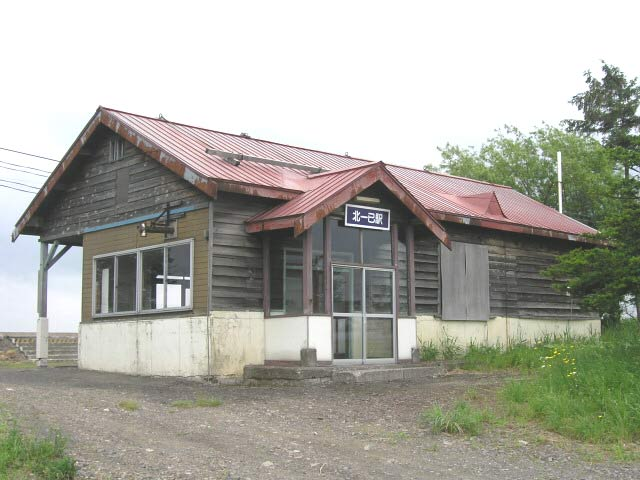
舊站房4（2004年6月）
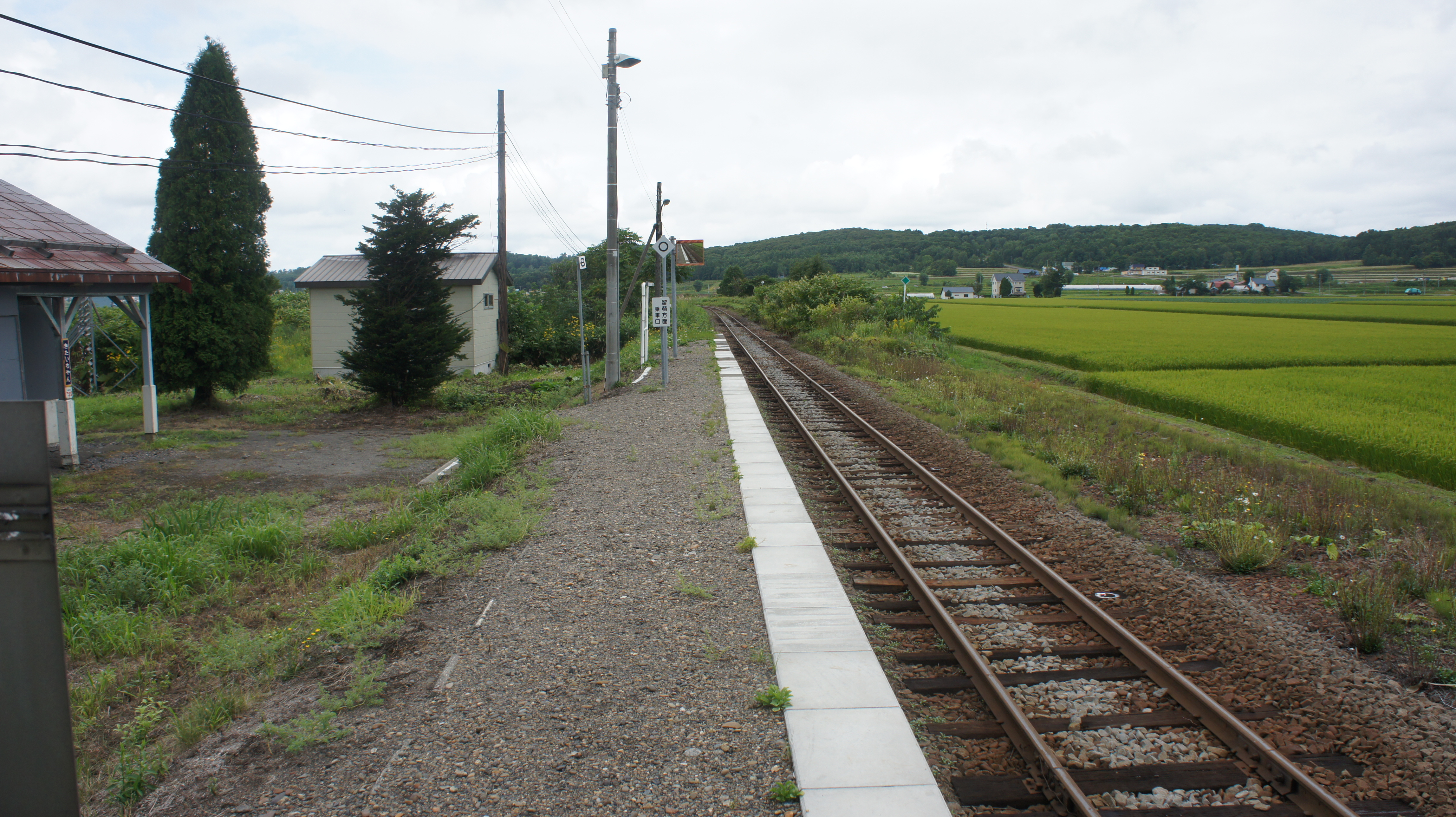
月臺（2017年8月）
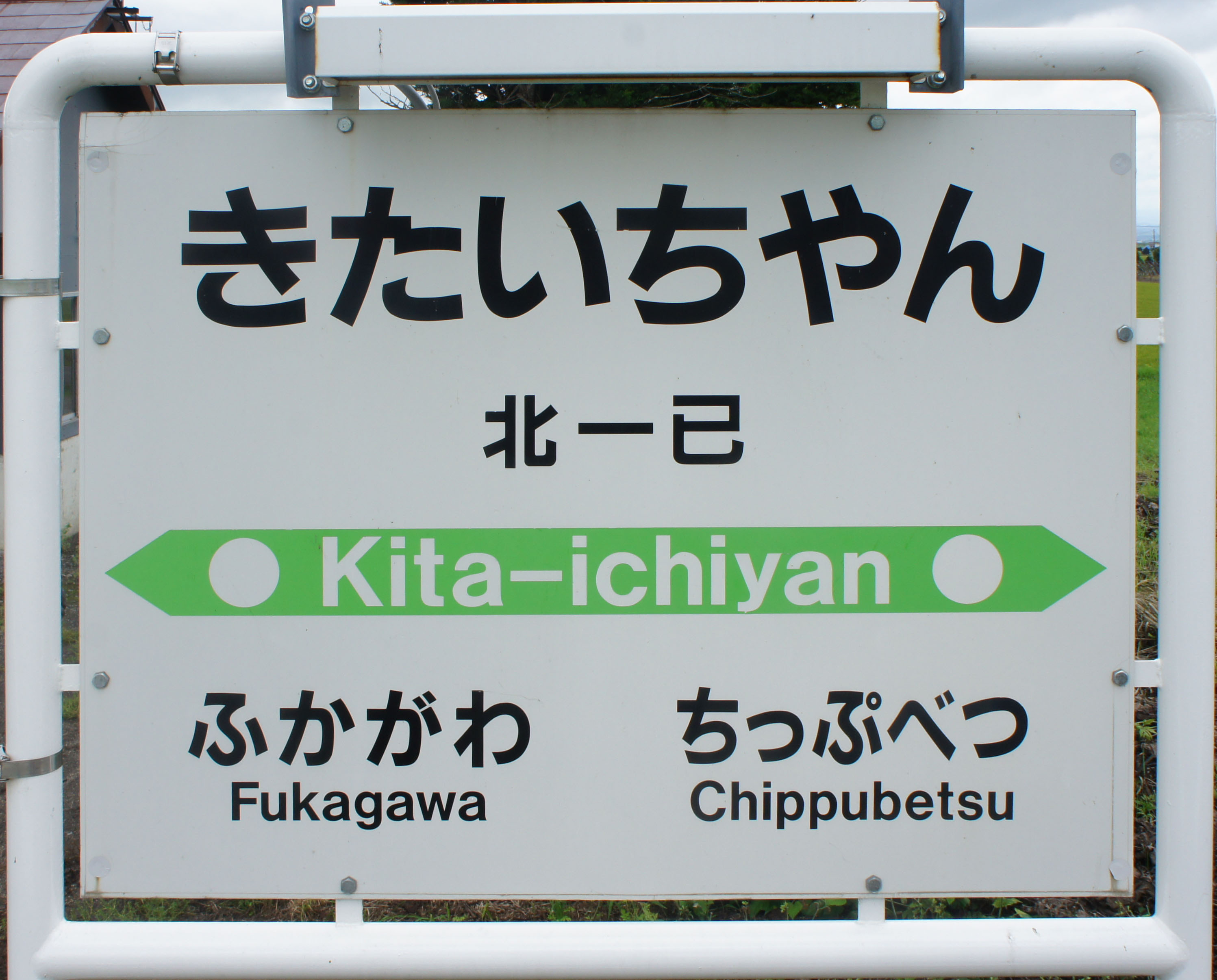
站名標（2017年8月）

## 載客量
- 1981年度的每天載客量為12人[5]。
- 1992年度的每天載客量為6人[4]。
- 2011年至2015年度平均每天載客量少於1人[8]。

## 車站周邊
開業時位於雨龍郡一已村（1963年合併至深川市）。現時位於深川市的郊外，同時亦是日本少見的適合種植稻的區域，農地與農家稀疏的分佈在附近。
- 國道233號（日语：国道233号）（深川國道）
- 北海道道281號深川多度志線
- 深川市櫻山公園 - 位於車站以北約1.6km。[4][5]公園保存著數輛已停用的蒸汽機車如日本國鐵D51型蒸汽機車及日本國鐵C58型蒸汽機車（日语：国鉄C58形蒸気機関車）。
- 深川市立北新小學
- 空知中央巴士（日语：空知中央バス）「二北星」車站[9]

## 相鄰車站
北海道旅客鐵道
留萌本線
深川－北一已－秩父別
往留萌（下行列車）方向，4921D列車不會停靠本車站。

## 外部連結
- 北一已站（JR北海道旭川分社）